# Harold Wilson
James Harold Wilson (ur. 11 marca 1916 w Huddersfield, zm. 24 maja 1995 w Londynie) – polityk brytyjskiej Partii Pracy, premier Wielkiej Brytanii w okresie od 16 października 1964 do 19 czerwca 1970 oraz ponownie od 4 marca 1974 do 5 kwietnia 1976.
Za rządów Wilsona nastąpił gwałtowny zwrot w polityce państwa w stosunku do związków zawodowych i organizacji pracodawców. Zatwierdzono także ustawę mającą zapobiegać dyskryminacji ze względu na płeć. Wielka Brytania wpadła jednak w kryzys finansowy. Kolejne problemy wywołała jednostronna deklaracja niepodległości ogłoszona przez białą mniejszość w Rodezji oraz walki w Irlandii Północnej. Spowodowało to utratę na cztery lata władzy przez Partię Pracy.
Wilson powrócił na fotel premiera, ale w 1976 nagle i niespodziewanie złożył dymisję, podobno ze względu na stan zdrowia. Dziś natomiast bardziej prawdopodobne jest, że dymisję wymusił brytyjski kontrwywiad MI5, który miał Wilsonowi za złe głównie politykę pojednania z Irlandią. Jeden z byłych agentów ujawnił, że MI5 organizował strajk powszechny w Irlandii Północnej, by zachwiać rządem Wilsona, a także że przy pomocy usłużnych dziennikarzy sugerowano, że premier jest agentem KGB. W ostatnich latach życia dosięgła go choroba Alzheimera.

## Życiorys

### Wczesne lata życia
Był synem Herberta Wilsona, chemika, działacza wpierw Partii Liberalnej, a następnie Partii Pracy, oraz Ethel Seddon, nauczycielki. Dzięki uzyskanemu stypendium w 1927 r. rozpoczął naukę w Royds Hall Secondary School w rodzinnym Huddersfield. W 1931 r. musiał na kilka miesięcy przerwać naukę z powodu ciężkiego duru brzusznego. W 1932 r. jego ojciec przeprowadził się do Spital w poszukiwaniu pracy. Wilson kontynuował więc naukę w tamtejszej Wirral Grammar School for Boys. Miał dobre wyniki w nauce, ale nie udało mu się uzyskać stypendium naukowego. Jednak dzięki wsparciu władz lokalnych udało mu się rozpocząć studia na kierunku historia współczesna w Jesus College na Uniwersytecie Oksfordzkim w 1934 roku.
Na studiach Wilson zaangażował się w działalność polityczną, jednak niezbyt aktywną. Był w tym czasie związany z Partią Liberalną. Po pierwszym roku studiów zmienił kierunek na filozofię, politologię i ekonomię. Studia ukończył z bardzo dobrymi wynikami. Po studiach pozostał na uniwersytecie i w 1937 r. został wykładowcą w New College. W latach 1938–1945 był zatrudniony w University College jako asystent Williama Beveridge’a. Zajmował się wówczas kwestiami bezrobocia i cyklami handlowymi.
1 stycznia 1940 r. w kaplicy Mansfield College poślubił 22-letnią wówczas Gladys Mary Baldwin, która została później znaną poetką. Byli małżeństwem aż do śmierci Harolda. Małżonkowie mieli razem dwóch synów – Robina, który został profesorem matematyki, i Gilesa, który został nauczycielem.
Po wybuchu II wojny światowej Wilson prawdopodobnie starał się o przydział do służby wojskowej. Został jednak uznany za specjalistę i przydzielony do Służby Cywilnej. Wojnę spędził pracując jako statystyk i ekonomista w agendach rządowych odpowiedzialnych za dostawy węgla dla brytyjskiego przemysłu. W latach 1942–1944 był dyrektorem ekonomicznym i statystycznym w ministerstwie paliwa i energii.
Kiedy wojna zbliżała się do końca, Wilson postanowił wystartować w wyborach parlamentarnych. Partia Pracy wybrała go jako swojego kandydata w wyborach w okręgu Ormskirk. Wilson przyjął nominację i w styczniu 1945 r. zrezygnował z pracy w Służbie Cywilnej. Do wyborów był wykładowcą ekonomii w oxfordzkim University College. W tym czasie napisał również książkę A New Deal for Coal, w której, opierając się na swoich wojennych doświadczeniach, postulował nacjonalizację tej branży przemysłu celem zwiększenia jej efektywności.

### Początki kariery politycznej
Wybory 1945 r. zakończyły się bezdyskusyjnym zwycięstwem Partii Pracy. Do Izby Gmin dostał się również Wilson. Od razu otrzymał rządowe stanowisko parlamentarnego sekretarza w ministerstwie robót. W 1947 r. został sekretarzem handlu zamorskiego i odbył wówczas kilka podróży do Związku Radzieckiego w celu negocjacji kontraktów zaopatrzeniowych. W październiku tego samego roku został członkiem gabinetu jako przewodniczący Zarządu Handlu. Miał wówczas 31 lat, co czyniło go najmłodszym członkiem gabinetu w XX wieku. Na tym stanowisku odpowiadał za zniesienie części ograniczeń wojennych. W 1950 r. zmienił okręg wyborczy i od tamtej pory reprezentował okręg Huyton.
Wilson został wkrótce aktywnym działaczem lewego skrzydła partii i stronnikiem Aneurina Bevana. Razem z nim w kwietniu 1951 r. zrezygnował ze stanowisk rządowych w proteście przeciwko proponowanemu budżetowi oszczędności. Spowodowało to kryzys rządowy, który doprowadził do przedterminowych wyborów zakończonych porażką Partii Pracy. Wilson został wówczas przewodniczącym grupy stronników Bevana, jednak wkrótce odciął się od jego poglądów. W 1956 r. został kanclerzem skarbu w laburzystowskim gabinecie cieni. W 1959 r. został dodatkowo przewodniczącym parlamentarnej komisji wydatków publicznych. W tym czasie był stronnikiem centrysty, Hugh Gaitskella, którego poparł w 1955 r. w wyborach na lidera partii przeciwko Bevanowi.
W 1960 r., korzystając z porażki Partii Pracy w wyborach parlamentarnych rok wcześniej, Wilson wystartował w wyborach na lidera partii, ale przegrał z Gaitskellem. W 1962 r. bez powodzenia kandydował na stanowisko wiceprzewodniczącego partii – przegrał wówczas z George’em Brownem. W 1961 r. został ministrem spraw zagranicznych w laburzystowskim gabinecie cieni. Po niespodziewanej śmierci Gaitskella w 1963 r. Wilson został kandydatem lewego skrzydła partii w wyborach lidera. Po pokonaniu George’a Browna i Jamesa Callaghana Wilson został 14 lutego 1963 r. nowym liderem Partii Pracy.
Jako lider laburzystów Wilson poświęcił się odbudowie wizerunku Partii Pracy jako partii zwartej i godnej zaufania. W manifeście wyborczym z 1963 r. postulował innowację technologiczną i przemysłową, skuteczność na wszystkich poziomach administracji i otwarcie na młode pokolenie. Wilsonowi sprzyjały podziały w łonie Partii Konserwatywnej i skandale w jakie byli zamieszani jej czołowi politycy (patrz – afera Profumo). Mimo to wybory 1964 r. zakończyły się tylko minimalnym zwycięstwem Partii Pracy, która uzyskała o 13 mandatów parlamentarnych więcej niż Partia Konserwatywna. Harold Wilson został kolejnym premierem Wielkiej Brytanii.

### Premier Wielkiej Brytanii

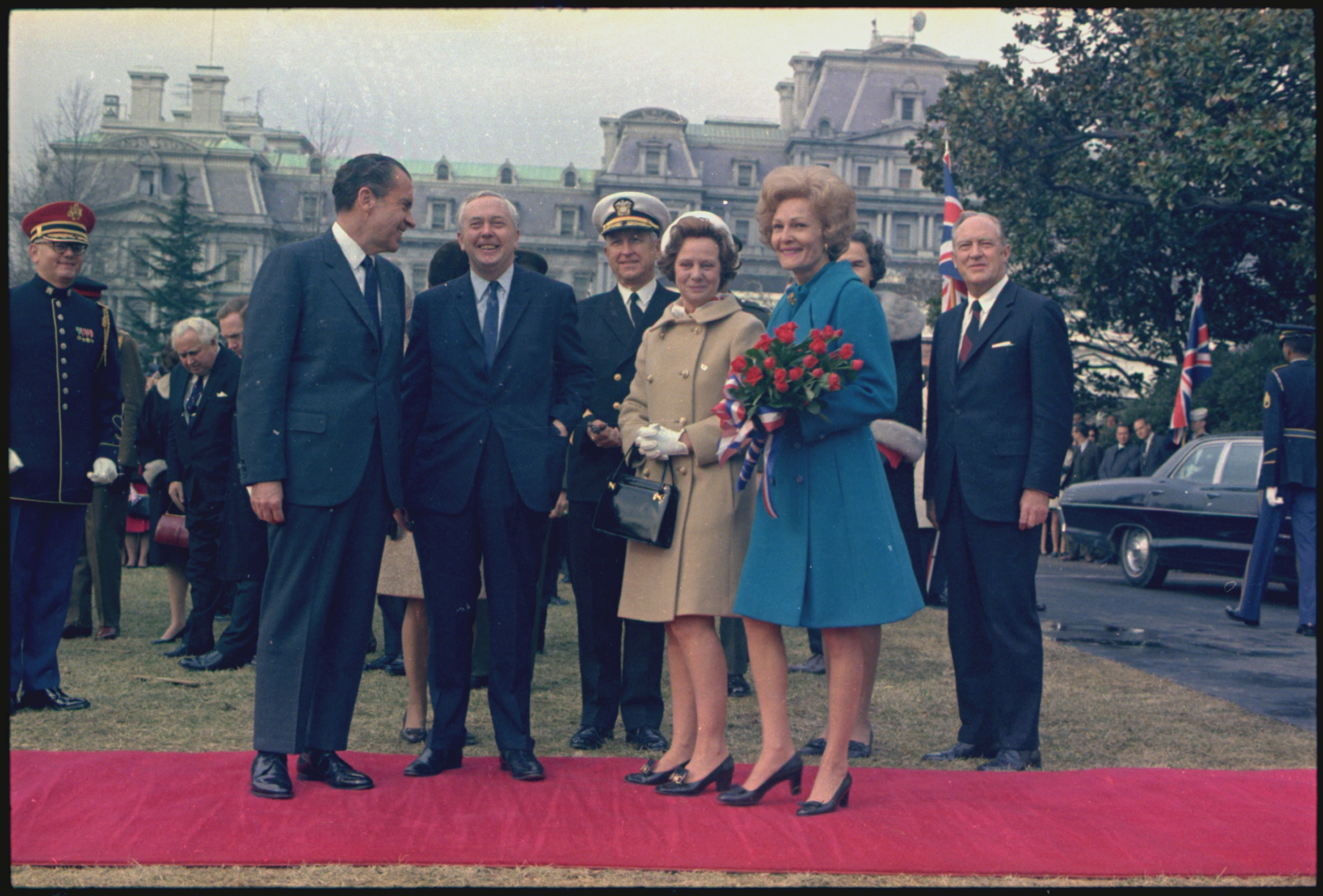
Harold Wilson z żoną na spotkaniu z prezydentem Richardem Nixonem (1970).

Minimalna przewaga jaką Partia Pracy uzyskała w Izbie Gmin nie sprzyjały stabilnemu rządzeniu. Z tego powodu już w 1966 r. odbyły się przedterminowe wybory. Partia Pracy przeprowadziła żywą i agresywną kampanię wyborczą, oskarżając poprzedników o spowodowanie trudności ekonomicznych z którymi musiał teraz borykać się rząd. Potwierdzono konieczność radykalnych zmian, zwłaszcza w sferze przemysłu. Tym razem wybory przyniosły zdecydowaną wygraną laburzystów, których przewaga w parlamencie nad Partią Konserwatywną wyniosła 111 mandatów.
Rząd Wilsona od początku zajął się wprowadzeniem w życie planowej polityki uzdrowienia gospodarczego. W tym celu tworzono liczne nowe ministerstwa, które miały pobudzić inicjatywy ekonomiczne i czuwać nad wdrażaniem dyrektyw rządowych. Jednak nierównomierny bilans handlowy oraz wzrastająca inflacja prowadziły do pogorszenia się sytuacji gospodarczej. W 1966 r., korzystając z poparcia związków zawodowych, rząd doprowadził do przyjęcia Price and Income Act, który dawał mu kontrolę nad cenami i płacami. Nie przyniosło to jednak spodziewanych rezultatów i w 1967 r. rząd został zmuszony do dewaluacji funta, co opóźniło perspektywy odnowy ekonomicznej. W 1969 r. upadł projekt reformy przemysłu storpedowany przez związki zawodowe, które obawiały się utraty dotychczasowych wpływów.
Pomimo trudności ekonomicznych rząd Wilsona przystąpił do wprowadzania ulepszeń w prawodawstwie socjalnym, zwłaszcza w sferze edukacji i opieki społecznej. W programie laburzystów znalazł się również postulat popierania wolnej imigracji, zwłaszcza imigracji obywateli krajów należących do Wspólnoty Narodów. Jednak narastająca krytyka zmusiła rząd do wycofania się z tego postulatu i zaostrzenia polityki imigracyjnej. W sferze edukacji rząd popierał tworzenie nowych uniwersytetów i szkół publicznych. Za kadencji Wilsona znacząco zwiększyła się liczba kobiet na wyższych uczelniach. Zmieniono również system szkolenia nauczycieli. W 1966 r. Wilson został kanclerzem nowo utworzonego uniwersytetu w Bradford. Pozostał na tym stanowisku do 1985 r.
Polityka zagraniczna Wielkiej Brytanii w tym okresie została zdominowana przez jednostronną deklarację niepodległości Rodezji. Rząd brytyjski potępił inicjatywę lidera białej mniejszości Iana Smitha i nałożył sankcje na niepokorną kolonię, ale nie przyniosły one żadnych rezultatów. Brak osiągnięć na tym polu spowodował pogorszenie stosunków Wielkiej Brytanii z innymi członkami Wspólnoty Narodów, zwłaszcza z krajami afrykańskimi. W 1966 r. rząd złożył drugie podanie o przyjęcie Wielkiej Brytanii do EWG, ale podobnie jak za pierwszym razem podanie zostało zawetowane przez Francję. W 1967 r. Wilson ogłosił wycofanie brytyjskich wojsk ze strefy „Na wschód od Suezu” (czyli głównie z Azji Południowo-Wschodniej).
W 1969 r. wybuchł z całą mocą utajony do tej pory kryzys w Irlandii Północnej. Prowincja pogrążyła się w walkach między katolikami i protestantami. Londyn próbował przekonać autonomiczne władze w Belfaście do ustępstw na rzecz katolików, ale stanowczy sprzeciw protestanckich radykałów uniemożliwił jakiekolwiek próby znalezienia kompromisu. W kwietniu 1970 r. na prośbę władz w Belfaście rząd brytyjski wysłał do Irlandii Północnej oddziały wojskowe w celu zaprowadzenia porządku.

### W opozycji i powrót do władzy
Nieudana polityka gospodarcza, niepowodzenia w polityce zagranicznej i kryzys w Irlandii Północnej spowodowały, że Partia Pracy przegrała wybory w 1970 r. Nowym premierem został konserwatysta Edward Heath. Jego rząd jednak również nie potrafił sobie poradzić z problemami gospodarczymi i w 1974 r. wybory ponownie wygrali laburzyści, jednak uzyskali minimalną przewagę nad konserwatystami (301 mandatów wobec 296). Stabilne rządy były w takich warunkach niemożliwe i już w październiku odbyły się nowe wybory, również wygrane przez Partię Pracy, która powiększyła swoją przewagę na Partią Konserwatywną (319 wobec 276 mandatów).

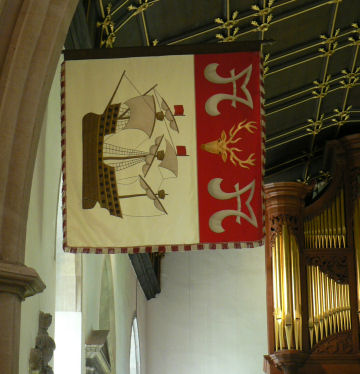
Sztandar z herbem lorda Wilsona of Rievaulx w kaplicy Jesus College w Oksfordzie

Wilson ponownie został premierem. W czasie jego drugiej kadencji nastąpiła renegocjacja traktatu akcesyjnego Wielkiej Brytanii do EWG. Stosunek do integracji europejskiej był przyczyną poważnych podziałów w Partii Pracy, jednak Brytyjczycy w referendum 1975 r. opowiedzieli się za członkostwem swojego państwa w EWG. Okres rządów Wilsona to czas narastającego kryzysu w Irlandii Północnej, pozbawionej już przez poprzedni rząd autonomii i teraz bezpośrednio podporządkowanej Londynowi. Pogarszała się również sytuacja gospodarcza – rosła inflacja (27% w sierpniu 1975 r.) i bezrobocie (1,5 miliona bezrobotnych w 1976 r.).

### Rezygnacja i śmierć
16 marca 1976 r. Wilson niespodziewanie ogłosił swoją rezygnację ze stanowiska premiera. Ostatecznie doszło do tego 5 kwietnia tego roku. Oficjalnym powodem były problemy ze zdrowiem, aczkolwiek niektórzy podejrzewali prowokację ze strony służb specjalnych. Wilson zasiadał w Izbie Gmin do 1983 r., kiedy to został kreowany parem dożywotnim jako baron Wilson of Rievaulx i zasiadł w Izbie Lordów. W 1976 r. został kawalerem Orderu Podwiązki. Był również oficerem Orderu Imperium Brytyjskiego.
Pod koniec życia Wilson cierpiał na chorobę Alzheimera i po 1987 r. rzadko pokazywał się publicznie. Zmarł w 1995 r. na raka jelita grubego. Został pochowany na wyspie St. Mary’s w archipelagu Scilly.

## Gabinety Harolda Wilsona

### Pierwszy gabinet, październik 1964 – kwiecień 1966
- premier: Harold Wilson
- pierwszy sekretarz stanu, minister spraw ekonomicznych: George Brown
- lord kanclerz: Gerald Gardiner, baron Gardiner
- lord przewodniczący Rady: Herbert Bowden
- lord tajnej pieczęci: Frank Pakenham, 7. hrabia Longford
- kanclerz skarbu: James Callaghan
- minister spraw zagranicznych: Patrick Gordon Walker
- minister spraw wewnętrznych: Frank Soskice
- minister rolnictwa, rybołówstwa i żywności: Fred Peart
- minister kolonii: Anthony Greenwood
- minister ds. Wspólnoty Narodów: Arthur Bottomley
- minister obrony: Denis Healey
- minister edukacji i nauki: Michael Stewart
- minister budownictwa i samorządu lokalnego: Richard Crossman
- minister ds. rozwoju zamorskiego: Barbara Castle
- minister pracy: Ray Gunter
- Kanclerz Księstwa Lancaster: Douglas Houghton
- minister mocy: Frederick Lee
- minister ds. Szkocji: William Ross
- minister technologii: Frank Cousins
- przewodniczący Zarządu Handlu: Douglas Jay
- minister transportu: Tom Fraser
- minister ds. Walii: Jim Griffiths
- minister emerytur i zabezpieczenia socjalnego: Margaret Herbison

Zmiany
- styczeń 1965 r. – Michael Stewart zastępuje Patricka Gordona Walkera na stanowisku ministra spraw zagranicznych, Anthony Crosland zastępuje Stewarta na stanowisku ministra edukacji i nauki
- grudzień 1965 r. – Barbara Castle zastępuje Toma Frasera na stanowisku ministra transportu, Anthony Greenwood zastępuje Castle na stanowisku ministra ds. rozwoju zamorskiego, lord Longford zastępuje Greenwooda na stanowisku ministra ds. Wspólnoty Narodów, Frank Soskice zastępuje Longforda na stanowisku lorda tajnej pieczęci, Roy Jenkins zastępuje Longforda na stanowisku ministra spraw wewnętrznych

### Drugi gabinet, kwiecień 1966 – czerwiec 1970
- premier: Harold Wilson
- pierwszy sekretarz stanu, minister spraw ekonomicznych: George Brown
- lord kanclerz: Gerald Gardiner, baron Gardiner
- lord przewodniczący Rady: Herbert Bowden
- lord tajnej pieczęci: Frank Pakenham, 7. hrabia Longford
- kanclerz skarbu: James Callaghan
- minister spraw zagranicznych: Michael Stewart
- minister spraw wewnętrznych: Roy Jenkins
- minister rolnictwa, rybołówstwa i żywności: Fred Peart
- minister kolonii: Frederick Lee
- minister ds. Wspólnoty Narodów: Arthur Bottomley
- minister obrony: Denis Healey
- minister edukacji i nauki: Anthony Crosland
- minister budownictwa i samorządu lokalnego: Richard Crossman
- minister ds. rozwoju zamorskiego: Anthony Greenwood
- minister pracy: Ray Gunter
- minister mocy: Richard Marsh
- minister ds. Szkocji: William Ross
- minister technologii: Frank Cousins
- przewodniczący Zarządu Handlu: Douglas Jay
- minister transportu: Barbara Castle
- minister ds. Walii: Cledwyn Hughes
- minister emerytur i zabezpieczenia socjalnego: Margaret Herbison

Zmiany
- lipiec 1966 r. – Tony Benn zastępuje Franka Cousinsa na stanowisku ministra technologii
- sierpień 1966 r. – Michael Stewart zastępuje George’a Browna na stanowiskach pierwszego sekretarza stanu i ministra spraw ekonomicznych, Brown zastępuje Stewarta na stanowisku ministra spraw zagranicznych, Richard Crossman zastępuje Herberta Bowdena na stanowisku Lorda Przewodniczącego Rady, Anthony Greenwood zastępuje Crossmana na stanowisku ministra budownictwa i samorządu lokalnego, Arthur Bottomley zastępuje Greenwooda na stanowisku ministra ds. rozwoju zamorskiego, Herbert Bowden zastępuje Bottomleya na stanowisku ministra ds. Wspólnoty Narodów, ministerstwo emerytur i zabezpieczenia socjalnego zostaje zlikwidowane
- styczeń 1967 r. – lord Shackleton i Patrick Gordon Walker wchodzą w skład gabinetu jako ministrowie bez teki
- sierpień 1967 r. – Peter Shore zastępuje Michaela Stewarta na stanowisku ministra spraw ekonomicznych, Stewart pozostaje pierwszym sekretarzem stanu, George Thomson zastępuje Herberta Bowdena na stanowisku ministra ds. Wspólnoty Narodów, Anthony Crosland zastępuje Douglasa Jaya na stanowisku przewodniczącego Zarządu Handlu, Patrick Gordon Walker zastępuje Croslanda na stanowisku ministra edukacji i nauki, Arthur Bottomley opuszcza gabinet, jego następcy na stanowisku ministra ds. rozwoju zamorskiego nie wchodzą w skład gabinetu
- listopad 1967 r. – Roy Jenkins zastępuje Jamesa Callaghana na stanowisku kanclerza skarbu, Callaghan zastępuje Jenkinsa na stanowisku ministra spraw wewnętrznych
- styczeń 1968 r. – lord Shackleton zastępuje lorda Longforda na stanowisku lorda tajnej pieczęci
- kwiecień 1968 r. – Michael Stewart zastępuje George’a Browna na stanowisku ministra spraw zagranicznych, Barbara Castle zastępuje Stewarta na stanowisku pierwszego sekretarza stanu oraz Raya Guntera na stanowisku ministra pracy (przemianowanego na ministra zatrudnienia i produkcji), Richard Marsh zastępuje Castle na stanowisku ministra transportu, Gunter zastępuje Marsha na stanowisku ministra mocy, Fred Peart zastępuje lorda Shackletona na stanowisku lorda tajnej pieczęci, Cledwyn Hughes zastępuje Pearta na stanowisku ministra rolnictwa, rybołówstwa i żywności, George Thomas zastępuje Hughesa na stanowisku ministra ds. Walii, Edward Short zastępuje Patricka Gordona Walkera na stanowisku ministra edukacji i nauki, lord Shackleton obejmuje stanowisko Paymaster-General i pozostaje w gabinecie
- lipiec 1968 r. – Roy Mason zastępuje Raya Guntera na stanowisku ministra mocy
- październik/listopad 1968 r. – Fred Peart zastępuje Richarda Crossmana na stanowisku Lorda Przewodniczącego Rady, lord Shackleton zastępuje Pearta na stanowisku lorda tajnej pieczęci, Judith Hart zastępuje lorda Shackletona na stanowisku Paymaster-General, urzędy ministra spraw zagranicznych i ministra ds. Wspólnoty Narodów zostają połączone, na ich czele staje Michael Stewart, John Diamond wchodzi w skład gabinetu jako naczelny sekretarz skarbu, powstaje ministerstwo służby socjalnej na czele z Richardem Crossmanem, George Thomson wchodzi w skład gabinetu jako minister bez teki
- październik 1969 r. – Anthony Crosland zastępuje Anthony’ego Greenwooda jako minister budownictwa i samorządu lokalnego (pod nazwą ministra samorządu lokalnego i planowania regionalnego), Roy Mason zastępuje Croslanda na stanowisku przewodniczącego Zarządu Handlu, ministerstwo mocy zostaje zlikwidowane, George Thomson zostaje Kanclerzem Księstwa Lancaster, Harold Lever zastępuje Judith Hart na stanowisku Paymaster-General, Richard Marsh rezygnuje ze stanowiska ministra transportu, jego następcy na tym stanowisku nie wchodzą w skład gabinetu

## Nawiązania w kulturze masowej
- Postać Harolda Wilsona ukazana jest w sztuce teatralnej Audiencja Petera Morgana oraz w serialu The Crown.